# HMS Columbine (K94)
«Коломбайн» (K94) (англ. HMS Columbine (K94) — військовий корабель, корвет типу «Флавер» Королівського військово-морського флоту Великої Британії за часів Другої світової війни.
Корвет «Коломбайн» був закладений 3 листопада 1939 року на верфі компанії Charles Hill & Sons Ltd у Бристолі. 13 серпня 1940 року він був спущений на воду, а 9 листопада 1940 року увійшов до складу Королівських ВМС Великої Британії.